# Décès en 1924
Décès
- 1920
- 1921
- 1922
- 1923
- 1924
- 1925
- 1926
- 1927
- 1928

Cette page dresse une liste de personnalités mortes au cours de l'année 1924 présentée dans l'ordre chronologique.
Pour une information complémentaire, voir la page d'aide.
La liste des personnes référencées dans Wikipédia est disponible dans la page de la Catégorie:Décès en 1924

## Inconnu
- Yohanna Abdallah, religieux et historien malawite (° vers 1870).
- Pierre Bellet, peintre et graveur français (° 1865).
- Gaetano Capone, peintre italien (10 juin 1845).
- Alice Russell Glenny, peintre et affichiste américaine (° 2 septembre 1858).

## Janvier
- 2 janvier : Paul Renouard, peintre et graveur français (° 5 novembre 1845).
- 3 janvier : Hortense Dury-Vasselon, peintre française (° 1860).
- 4 janvier : Alfred Grünfeld, pianiste et compositeur autrichien (° 4 juillet 1852).
- 5 janvier : Hans von Zois, compositeur autrichien (° 14 novembre 1861).
- 9 janvier : Antoine Banès, compositeur français d'opérettes et de ballets (° 8 juin 1856).
- 12 janvier : Alexis Lapointe, athlète canadien (° 4 juin 1860).
- 15 janvier : Victor Binet, peintre français (° 17 mars 1849).
- 16 janvier : Charles Rouvière, peintre paysagiste français (° 8 novembre 1866).
- 19 janvier :
  - Emil Adam, peintre allemand (° 20 mai 1843).
  - Édouard François Zier, peintre et illustrateur français (° 1856).
  - Christian Skredsvig, peintre et écrivain norvégien (° 12 mars 1854).
- 21 janvier : Vladimir Ilitch Lénine (Vladimir Ilitch Oulianov, dit), homme d'État et théoricien socialiste et communiste, soviétique (° 22 avril 1870).
- 23 janvier : James Wilson Morrice, peintre canadien (° 10 août 1865).
- 24 janvier : Fernande de Mertens, peintre franco-belge (° 9 mai 1850).

## Février
- 2 février : Julie de Graag, aquarelliste, graveuse, dessinatrice et peintre néerlandaise (° 18 juillet 1877).
- 3 février : Woodrow Wilson, 28e président des États-Unis (° 28 décembre 1856).
- 8 février : Eugène Charvot, peintre français (° 11 février 1847).
- 11 février : Jean-François Raffaëlli, peintre, sculpteur et graveur français (° 20 avril 1850).
- 15 février :
  - Wilhelm Wiegand, archiviste et historien allemand (° 20 février 1851).
  - Fritz Roeber, peintre allemand (° 15 octobre 1851).
- 17 février : Oskar Merikanto, compositeur, pianiste, organiste, chef d'orchestre et pédagogue finlandais (° 5 août 1868).
- 21 février : Carl Ludwig Christoph Douzette, peintre allemand (° 25 septembre 1834).
- 22 février : Charlotte Wahlström, peintre suédoise (° 17 novembre 1849).
- 23 février : Antonio Pasculli, hautboïste et compositeur italien (° 13 octobre 1842).
- 27 février : Giuseppe De Nava,  homme politique italien (° 23 septembre 1858).

## Mars
- 1er mars :
  - Billy Armstrong, acteur britannique (° 14 janvier 1891).
  - Gustav Helsted, organiste et compositeur danois (° 30 janvier 1857).
- 6 mars : August Font i Carreras, architecte espagnol (° 2 juin 1846).
- 7 mars : Albert Charpin, peintre français (° 30 janvier 1842).
- 8 mars : Pietro Volpes, peintre italien (° 28 octobre 1827).
- 17 mars : Joseph Hellebaut, militaire et homme politique belge (° 21 février 1842).
- 18 mars : Marie Cazin, peintre et sculptrice française (° 19 septembre 1844).
- 20 mars : 
  - Franck Bail, peintre français (° 15 août 1858).
  - Fernand Cormon (Fernand Anne Piestre), peintre français (° 22 décembre 1845).
- 22 mars : Louis Delluc, critique, scénariste et réalisateur français (° 14 octobre 1890).
- 24 mars : Alfredo Massana, footballeur espagnol (° 1890).
- 27 mars : Walter Parratt, organiste et compositeur anglais (° 10 février 1841).
- 29 mars :
  - Evert Huttunen, journaliste et homme politique finlandais (° 8 mai 1884).
  - Charles Villiers Stanford, compositeur irlandais (° 30 septembre 1852).

## Avril
- 1er avril : Lloyd Hildebrand, coureur cycliste britannique (° 25 décembre 1870).
- 2 avril : Maxmilián Pirner, peintre et enseignant austro-hongrois puis tchécoslovaque (° 13 février 1854).
- 9 avril : Stephan Krehl, compositeur, pédagogue et théoricien allemand (° 5 juillet 1864).
- 16 avril : Adolphe Wouters, compositeur belge (° 28 mai 1849).
- 22 avril : Fortuné Mollot, peintre français (° 4 novembre 1845).

## Mai
- 6 mai : Émile Wambach, compositeur, chef d'orchestre, violoniste et pianiste belge (° 26 novembre 1854).
- 20 mai : Joseph Timchenko, inventeur ukrainien (° 26 avril 1852).
- 21 mai : Adílio Daronch, jeune martyr brésilien (° 25 octobre 1908).
- 23 mai : Joseph-Jean-Félix Aubert, peintre français (° 20 août 1849).
- 25 mai : Lioubov Popova, styliste et peintre russe (° 6 mai 1889).
- 26 mai : Victor Herbert, compositeur d'opérettes, violoncelliste et chef d'orchestre d'origine irlandaise (° 1er février 1859).
- 27 mai : Paul Schaan, peintre français (° 5 février 1857).
- ? mai : Anna Palm de Rosa, peintre suédoise (° 25 décembre 1859).

## Juin
- 3 juin : Franz Kafka, écrivain, tchèque (° 3 juillet 1883).
- 5 juin : Émile Noirot, peintre français (° 5 juin 1853).
- 11 juin :
  - Théodore Dubois, organiste, pédagogue et compositeur français (° 24 août 1837).
  - Edmond de Palézieux, peintre suisse (° 20 juillet 1850).
- 12 juin : Jacques de Morgan, préhistorien, archéologue, égyptologue et iranologue français  (° 3 juin 1857).
- 14 juin : Émile Claus, peintre belge (° 27 septembre 1849).
- 18 juin : Giuseppe De Sanctis, peintre italien (° 21 juin 1858).
- 22 juin : Pharaon de Winter, peintre français (° 17 novembre 1849).

## Juillet
- 8 juillet : Paul Steck, peintre, compositeur, librettiste et fonctionnaire français (° 27 mai 1866).
- 10 juillet : Þórarinn Þorláksson, peintre islandais (° 14 février 1867).
- 13 juillet : Alfred Marshall, économiste, britannique (° 26 juillet 1842).
- 15 juillet : Kuroda Seiki, peintre japonais (° 9 août 1866).
- 16 juillet : Marius Borgeaud, peintre suisse (° 21 septembre 1861).
- 23 juillet : Michel Samanos, peintre, graveur et caricaturiste français (° 4 janvier 1876).
- 26 juillet : Charles Bertier, peintre paysagiste français (° 1er octobre 1860).
- 27 juillet : Ferruccio Busoni, compositeur, pianiste, professeur et chef d'orchestre italien (° 1er avril 1866).
- 29 juillet : Sotírios Krokidás, homme politique grec (° 1852).
- 30 juillet : Marcel de Chollet, peintre suisse (° 26 octobre 1855).

## Août
- 14 août : Fernand Legout-Gérard, peintre de la Marine français (° 29 octobre 1856).
- 19 août : Ferdinand Cheval, facteur français, célèbre pour son Palais idéal (° 19 avril 1836).
- 28 août :
  - Léon Bonhomme, peintre français (° 1870).
  - Auguste Desch, peintre et graveur français (° 18 février 1877).
- 29 août : Francis Barraud, peintre britannique (° 16 juin 1856).

## Septembre
- 2 septembre : Paul-Eugène Mesplès, peintre, caricaturiste, musicien, illustrateur, lithographe, graveur et chansonnier français (° 7 juillet 1849).
- 8 septembre : Henri-Georges Chartier, peintre français (° 25 février 1859).
- 9 septembre : Aimé Ponson, peintre français (° 22 mai 1850).
- 12 septembre : Armando Casalini, homme politique italien (° 14 juin 1883).
- 13 septembre : Pekka Hannikainen, compositeur et chef de chœur finlandais (° 9 décembre 1854).

## Octobre
- 2 octobre : Guillaume Seignac, peintre français (° 25 septembre 1870).
- 3 octobre : Charles Moreau-Vauthier, peintre, historien de l'art et écrivain français (° 5 juin 1857).
- 8 octobre : Louise Rayner, aquarelliste britannique (° 21 juin 1832).
- 10 octobre : Lucien Mouillard, historien et peintre français (° 6 novembre 1841).
- 12 octobre : Anatole France, écrivain français (° 16 avril 1844).
- 16 octobre : Paul-Louis Delance, peintre français (° 14 mars 1848).
- 20 octobre : Hercílio Luz, homme politique brésilien (29 mai 1860).
- 21 octobre : Martin-Pierre Marsick, violoniste belge (° 9 mars 1847).
- 22 octobre : 
  - Louis, Émile Bertin, mathématicien français (° 23 mars 1840).
  - W. H. Stevenson, historien et philologue britannique (° 7 septembre 1858).
- 26 octobre : Alexandre Makovski, peintre et graphiste russe puis soviétique, académicien et professeur à l'Académie russe des beaux-arts (° 24 mars 1869).
- 27 octobre :
  - Abraham Ángel, peintre mexicain (° 7 mars 1905).
  - Josefine Swoboda, peintre autrichienne (° 29 janvier 1861).
- 28 octobre : Alfredo Savini, peintre italien (3 avril 1868).
- 31 octobre : Jeanne Guérard-Gonzalès, peintre française (° 1856).

## Novembre
- 3 novembre : Mario di Carpegna, homme politique italien (° 19 août 1856).
- 4 novembre : Gabriel Fauré, compositeur français (° 12 mai 1845).
- 6 novembre : Kamil Vladislav Muttich, peintre et illustrateur austro-hongrois puis tchécoslovaque (° 10 février 1873).
- 7 novembre :
  - Arnold Rieck, acteur allemand (° 22 juin 1876).
  - Hans Thoma, peintre allemand (° 2 octobre 1839).
- 8 novembre : Sergueï Liapounov, compositeur russe (° 30 novembre 1859).
- 10 novembre : Archibald Geikie, géologue britannique (° 28 décembre 1835).
- 15 novembre : Jakub Schikaneder, peintre bohémien puis tchécoslovaque (° 27 février 1855).
- 17 novembre : Konrad Hirsch, footballeur international suédois (° 19 mai 1900).
- 18 novembre : Marius Vasselon, peintre français (° 20 juin 1841).
- 19 novembre : Michael Logue, cardinal irlandais (° 1er octobre 1840).
- 23 novembre : Carlos Durán Cartín, médecin et homme politique costaricain (° 12 novembre 1852).
- 25 novembre : Jules Worms, peintre, graveur et illustrateur français (° 16 décembre 1832).
- 26 novembre : Jules-Théophile Boucher, comédien français (° 15 septembre 1847).
- 29 novembre : Giacomo Puccini, compositeur italien (° 22 décembre 1858).

## Décembre
- 4 décembre : Regina Lilientalowa, ethnologue polonaise (° 1875).
- 5 décembre :
  - François Duine, historien et folkloriste.  (° 8 mai 1870).
  - Louis-Jules Dumoulin, peintre français (° 12 octobre 1860).
  - Charles Léon Méry, peintre français (° 2 février 1860).
- 7 décembre : Charles Hermans, peintre belge  (° 17 août 1839).
- 8 décembre : Xaver Scharwenka, compositeur et pianiste allemand (° 6 janvier 1850).
- 11 décembre : « Maera » (Manuel García López), matador espagnol (° 11 décembre 1896).
- 12 décembre : Alexandre Parvus, révolutionnaire et homme politique russe puis social-démocrate allemand (° 8 septembre 1867).
- 15 décembre : Jean Geoffroy, peintre et illustrateur français (° 1er mars 1853).
- 19 décembre : Luis Emilio Recabarren, homme politique chilien (° 6 juillet 1876).
- 21 décembre : Maurice Courant, peintre français (° 8 novembre 1847).
- 27 décembre : Léon Bakst, peintre russe puis soviétique (° 10 mai 1866).
- 31 décembre :
  - George Winthrop Fairchild, homme politique américain (° 6 mai 1854).
  - Tomioka Tessai, peintre japonais (° 25 janvier 1837).